# Asplenium angolense
Asplenium angolense är en svartbräkenväxtart som beskrevs av Bak. Asplenium angolense ingår i släktet Asplenium och familjen Aspleniaceae. Inga underarter finns listade.